# Бульвар Баландина
Бульвар Баландина — бульвар в Калининском районе Уфы, в жилом районе Инорс.
Почтовый индекс — 450039, код ОКАТО — 80401370000
Образован объединением проездов N№ 1, 2, магистрали № 1 в один географический объект.
Имя бульвар получил официально с 29 октября 1997 в честь Василия Петровича Баландина, экс-директора Уфимского моторостроительного завода, генерал-майора инженерно-авиационной службы (1944), Героя Социалистического Труда (1945).
Из решения президиума Уфимского городского совета РБ от 29 октября 1997 г. № 31/11 «О присвоении наименования „Бульвар Баландина“ улице в микрорайоне „Инорс“ Калининского района г. Уфы»:

Рассмотрев ходатайство ветеранов — моторостроителей, профсоюзного комитета Уфимского моторостроительного производственного объединения, жителей микрорайона «Инорс», решение Президиума Калининского райсовета г. Уфы о присвоении наименования «Бульвар Баландина» улице в микрорайоне «Инорс» Калининского района г. Уфы, Президиум Уфимского городского Совета решил: 

1. Присвоить наименование «Бульвар Баландина» проездам N№ 1, 2 и магистрали № 1 в микрорайоне «Инорс» Калининского района г. Уфы. — http://ufa.regionz.ru/index.php?ds=25021

## Интересные факты
Несмотря на большую протяжённость и историю улицы, первый дом с адресом «бульвар Баландина» появился только в сентябре 2011 года.